# Look Hear?
Look Hear? è il settimo album in studio del gruppo rock britannico 10cc, pubblicato nel 1980.

## Tracce
1. One-Two-Five – 5:21
2. Welcome to the World – 3:43
3. How'm I Ever Gonna Say Goodbye – 3:38
4. Don't Send We Back – 3:20
5. I Took You Home – 5:18
6. It Doesn't Matter at All – 4:01
7. Dressed to Kill – 3:26
8. Lovers Anonymous – 5:06
9. I Hate to Eat Alone – 2:57
10. Strange Lover – 3:44
11. L.A. Inflatable – 4:32

## Formazione
- Eric Stewart - voce, chitarre, piano, vocoder, percussioni
- Graham Gouldman - voce, basso, chitarre, percussioni
- Rick Fenn - chitarre, voce
- Duncan Mackay - sintetizzatore, organo, clavinet, clavicembalo, vocoder, campane tubolari, piano
- Paul Burgess - batteria, percussioni
- Stuart Tosh - percussioni, cori